# NGC 5350
NGC 5350 est une galaxie spirale barrée située dans la constellation des Chiens de chasse. Sa vitesse par rapport au fond diffus cosmologique est de 2 510 ± 13 km/s, ce qui correspond à une distance de Hubble de 37,0 ± 2,6 Mpc (∼121 millions d'al). NGC 5350 a été découverte par l'astronome germano-britannique William Herschel en 1788.
La classe de luminosité de NGC 5350 est II et elle présente une large raie HI. NGC 5350 est possiblement une galaxie à sursaut de formation d'étoiles. NGC 5350 est une galaxie dont le noyau brille dans le domaine de l'ultraviolet. Elle est inscrite dans le catalogue de Markarian sous la cote Mrk 1485 (MK 1485).
À ce jour, 22 mesures non basées sur le décalage vers le rouge (redshift) donnent une distance de 27,186 ± 4,982 Mpc (∼88,7 millions d'al), ce qui est à l'extérieur des valeurs de la distance de Hubble. Notons que c'est avec la valeur moyenne des mesures indépendantes, lorsqu'elles existent, que la base de données NASA/IPAC calcule le diamètre d'une galaxie et qu'en conséquence le diamètre de NGC 5350 pourrait être d'environ 36,6 kpc (∼119 000 al) si on utilisait la distance de Hubble pour le calculer.

## Groupe compact de Hickson 68

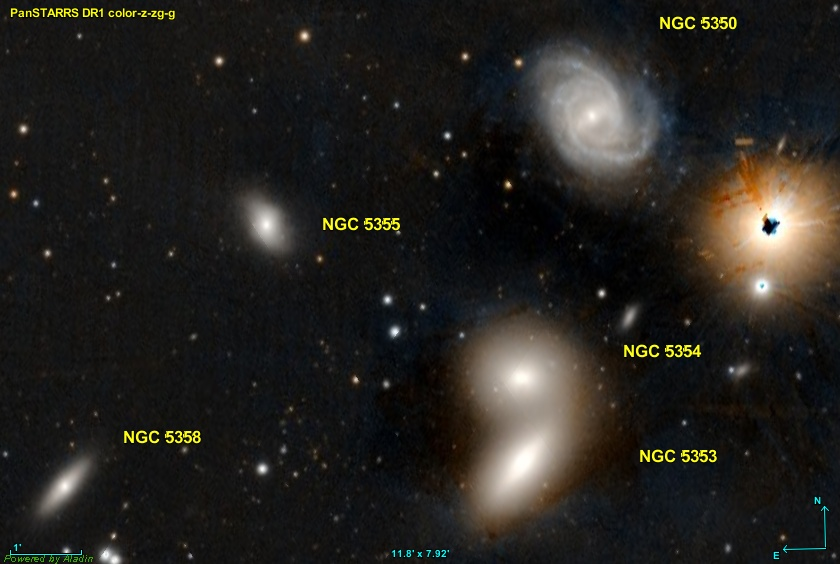
Les cinq galaxies du groupe compact de Hickson 68.

Le groupe compact de Hickson 68 comprend cinq galaxies, dont une est spirale et quatre lenticulaires. Ces galaxies sont HCG 68A (NGC 5353), HCG 68B (NGC 5354), HCG 68C (NGC 5350), HCG 68D (NGC 5355) et HCG 68E (NGC 5358). Les distances des galaxies de ce groupe varient de 121 à 133 millions d'années-lumière et  quatre d'entre elles font partie du groupe de NGC 5371 en compagnie de 13 autres galaxies. La cinquième galaxie, NGC 5353 fait partie du groupe de NGC 5383.

## Groupe de NGC 5371
Selon A. M. Garcia, NGC 5350 fait partie du groupe de NGC 5371. Ce groupe de galaxies compte au moins 18 membres, dont NGC 5289, NGC 5290, NGC 5311, NGC 5313, NGC 5320, NGC 5326, NGC 5346,NGC 5354, NGC 5355, NGC 5358 et NGC 5371.
D'autre part, Abraham Mahtessian mentionne aussi l'existence de ce groupe, mais il n'y figure que 15 galaxies. Les galaxies NGC 5346 et NGC 5358 ne font pas partie de la liste de Mahtessian, mais celui-ci ajoute trois galaxies : NGC 5337, NGC 5362 et NGC 5383. Ces trois galaxies font partie d'un autre groupe de quatre galaxies décrits par Garcia, le groupe de NGC 5383.